# Dysinhibitory noradrenaliny i dopaminy
Dysinhibitory noradrenaliny i dopaminy (ang. norepinephrine and dopamine disinhibitors, NDDI) – grupa leków, których mechanizm działania polega na odhamowaniu (dysinhibicji) uwalniania neuroprzekaźników noradrenaliny i dopaminy w korze przedczołowej poprzez antagonizm wobec receptorów serotoninergicznych 5HT2C. Działanie takie przypisuje się lekom przeciwdepresyjnym: agomelatynie (działającej poza tym na receptory melatoninergiczne) i fluoksetynie (której głównym mechanizmem działania jest hamowanie wychwytu zwrotnego serotoniny). Flibanseryna, lek zarejestrowany we wskazaniu zaburzeń pożądania u kobiet w okresie przedmenopauzalnym, odhamowuje uwalnianie noradrenaliny i dopaminy poprzez działanie na receptory 5HT1A.